# Henie (cràter)
Henie és un cràter d'impacte en el planeta Venus de 70,4 km de diàmetre. Porta el nom de Sonja Henie (1912-1969), patinadora artística sobre gel noruega, i el seu nom va ser aprovat per la Unió Astronòmica Internacional el 1991.